# Comique Film Corporation
Comique Film Corporation est une société de production cinématographique américaine créée en 1916 par Roscoe Arbuckle et Joseph M. Schenck. Elle est intégrée à la société de production de Joseph M. Schenck et destinée à produire des comédies burlesques.

## Historique
Comique Film Corporation est destinée à produire les films de Roscoe Arbuckle (série des Fatty) qui sont distribués par Paramount Pictures Corporation.
Il est courant à l'époque lorsqu'une vedette acquiert une certaine notoriété de créer sa propre société de production. Roscoe Arbuckle qui écrit et réalise depuis longtemps ses propres films pour la Keystone créé naturellement la sienne en partenariat avec  Joseph M. Schenck à l'intérieur de sa société déjà existante. Cette dernière comprend la Norma Talmadge Film Corporation avec l'actrice Norma Talmadge qu'il vient juste d'épouser et la Constance Talmadge Film Corporation avec sa sœur Constance Talmadge. L'une produit des comédies, l'autre des drames. La Comique Film Corporation représente le volet burlesque des trois sociétés installées dans les mêmes locaux. Il est à noter que comme Roscoe Arbuckle, les sœurs Talmadge travaillait auparavant avec Mack Sennett et pour la Keystone. Cela permet surtout de disposer de ses propres studios et d'avoir la totale maîtrise de la production des films.
Roscoe Arbuckle poursuit avec la Comique Film Corporation la série des Fatty qui a fait son succès. 22 films sont produits sous ce label et ce sont les derniers de la série des Fatty. À cette même époque, il fait la connaissance de Buster Keaton et le fait tourner pour sa première apparition à l'écran dans le premier film produit par la Comique, Fatty boucher (The butcher boy).
D'abord installé près de New York, les studios sont communs avec ceux de la Norma Talmadge Film Corporation. En avril 1918, la Comique Film ouvre des studios en Californie.
En 1919, Roscoe Arbuckle signe son fabuleux contrat avec la Paramount et cède ses parts à Buster Keaton lui-même en relation avec Joseph M. Schenck. Les premiers courts-métrages de Buster Keaton seront produits par la Comique mais distribués par la Metro Pictures puis par la First National Pictures. Le succès de Keaton grandissant, en 1922, il crée alors avec lui la Buster Keaton Comedies et c'est alors la fin de la Comique Film Corporation après la production de 36 courts-métrages en un peu plus de cinq ans.

## Films produits par Comique Film Corporation

### Films distribués par Paramount Pictures
- 23 avril 1917 : Fatty boucher (The Butcher Boy)
- 21 mai 1917 : Fatty en bombe (A reckless Romeo)
- 25 juin 1917 : Fatty chez lui (The Rough House)
- 20 août 1917 : La Noce de Fatty (His Wedding Night)
- 30 septembre 1917 : Fatty docteur (Oh, Doctor !)
- 29 octobre 1917 : Fatty à la fête foraine (Fatty at Coney Island)
- 10 décembre 1917 : Fatty m'assiste (A Country Hero)
- 20 janvier 1918 : Fatty bistro (Out West)
- 18 mars 1918 : Fatty groom (The Bell Boy)
- 13 mai 1918 : La Mission de Fatty (Moonshine)
- 8 juillet 1918 : Fatty à la clinique (Good Nighy, Nurse)
- 15 septembre 1918 : Fatty cuisinier (The Cook)''
- 24 novembre 1918 : Fatty shérif (The Sheriff)
- 5 janvier 1919 : Camping Out
- 16 février 1919 : The Pullman Porter
- 2 mars 1919 : Fatty rival de Picratt (Love)
- 5 avril 1919 : The Bank Clerk
- 1er juin 1919 : Le Héros du désert (A Desert Hero)
- 7 septembre 1919 : Fatty cabotin (Back Stage)
- 26 octobre 1919 : Un garçon séduisant (ou Fatty au village) ( Hayseed)
- 11 janvier 1920 : Le Garage infernal (The Garage)

En 1918 sort A Scrap of Paper qui est un court-métrage réalisé par Roscoe Arbuckle. Film de propagande pour les War Bonds qui sont les obligations du gouvernement pour financer l'effort de guerre américain. Fatty y rencontre le Kaiser et le Kronprinz et leur prédit qu'ils seront vaincus par les bouts de papiers (scrap of paper).

### Films distribués par Metro Pictures
- 1er septembre 1920 : La Maison démontable (One Week)
- 27 octobre 1920 : Malec champion de golf (Convict 13)
- 22 décembre 1920 : L'Épouvantail (The Scarecrow)
- 22 décembre 1920 : La Voisine de Malec ou Voisin Voisine (Neighbors)
- 21 février 1921 : Malec chez les fantômes  (The Haunted House)
- 14 mars 1921 : La Guigne de Malec  (Hard Luck)
- 18 avril 1921 : Malec champion de tir  (The High Sign)
- 15 mai 1921 : Malec l'insaisissable  (The Goat)

### Films distribués par First National
- 6 octobre 1921 : Frigo fregoli   (The Playhouse)
- 10 novembre 1921 : Frigo capitaine au long cours  (The Boat)
- janvier 1922 : Malec chez les Indiens  (The Paleface)
- mars 1922 : Frigo déménageur  (Cops)
- mai 1922 : Le Neuvième Mari d'Eléonore (My Wife's Relations) de Buster Keaton
- 21 juillet 1922 : Malec forgeron  (The Blacksmith)